# Чонлатарн Піріяпіньйо
Чонлатарн Піріяпіньйо (англ. Chonlatarn Piriyapinyo; нар. 25 січня 1985, м. Amnart Charoen, Таїланд) — тайський професійний боксер у другій напівлегкій ваговій категорії. Ім'я при народженні англ. Suriya Tatakhun.

## Професійна кар'єра
Піріяпіньйо став професіоналом в грудні 2003 року на Королівській площі, Бангкок, Таїланд. У своєму дебютному Піріяпіньйо переміг англ. Mwilambwe Banza за очками протягом шести раундів.
22 листопада 2014 року 29-річний азійський слаггер, чия кар'єра увінчана незліченними захистами регіональних титулів за версіями WBO Asia Pacific і WBC Asian Boxing Council, став суперником чемпіона WBO у напівлегкій вазі українця Василя Ломаченка.
На той час у кар'єрі Піріяпіньйо була єдина поразка восени 2012 року, коли він програв за очками в іскрометному бою тоді ще «суперчемпіону» WBA Крісу Джону. З тієї пори Пірійяпіньо не провів жодного значимого поєдинку.
До бою Чонлатарн Піріяпіньйо був впевнений в своїй перемозі над Ломаченком.
«Я — перший номер WBO, він — чемпіон, тому все логічно. Мій промоутер постарається організувати наш бій в Таїланді. Упевнений, мені під силу перемогти чинного чемпіона без будь-яких проблем. У мене набагато більше досвіду.

Я прокидаюся о 6 ранку і біжу крос з іншими бійцями клубу. „Двадцятка“ в день- з витривалістю проблем не буде.»— Чонлатарн  Пірійяпіньо
Крім того, боксер додав:
«Якщо я програю і цього разу, то піду з боксу. Все або нічого».— Чонлатарн Піріяпіньйо
У підсумку, Піріяпіньйо і не виграв, і не пішов з боксу. В поєдинку у 4-му раунді після удару Василя в щелепу Піріяпіньо побував у першому у своїй кар'єрі нокдауні. У 7-му раунді Ломаченко пошкодив ударну ліву руку і другу половину зустрічі відбоксував практично однією правою рукою. Незважаючи на травму, українець продовжував перегравати тайця практично в кожному бойовому епізоді, і після закінчення 12 раундів усі судді зафіксували перемогу Ломаченко з однаковим рахунком 120—107, не віддавши Піріяпіньо жодної трихвилинки.
16 липня 2016 року відбувся бій за титул «тимчасового» чемпіона світу за версією WBO interim в другій напівлегкій вазі. Чонлатарн програв Мігелю Берчельту технічним нокаутом в 4 раунді.
У наступних шести поєдинках Піріяпіньйо здобув лише одну перемогу, зазнавши п'ять поразок, з них останні три нокаутом.

### Таблиця боїв
| 61 Перемога (41 нокаутом, 20 за рішенням суддів), 8 Поразок (4 нокаутом, 4 за рішенням суддів) |        |                                     |        |       |     |                   |                                                                                    | |
| Результат                                                                                      | Рекорд | Суперник                            | Спосіб | Раунд | Час | Дата              | Місце проведення                                                                   | Примітки |
| 64                                                                                             | 61-3   | Мігель Берчельт (29-1-0)            | KO     | 12(4) |     | 16 липня 2016     | Polideportivo Soraya Jimenez, Лос-Рейєс-Акакільпан, Мехіко, Мексика                | Бій за титул тимчасового чемпіона світу WBO в другій напівлегкій вазі |
| 63                                                                                             | 61-2   | Karim Migea (7-1-0)                 | TKO    | 6(3)  |     | 13 травня 2016    | Університет Західного Онтаріо, Wacharapol Campus, Патхумтхані (провінція), Таїланд | |
| 62                                                                                             | 60-2   | Амос Мвамакула (12-5-2)             | UD     | 6(6)  |     | 1 квітня 2016     | Махасаракхам, Таїланд                                                              | |
| 61                                                                                             | 59-2   | Садікі Момба (22-7-2)               | TKO    | 3(12) |     | 15 січня 2016     | Royal Square, Бангкок, Таїланд                                                     | Бій за вакантний титул WBO Asia Pacific в другій напівлегкій вазі |
| 60                                                                                             | 58-2   | Natthapol Kongruoyutthakarn (дебют) | KO     | 4(6)  |     | 4 грудня 2015     | Royal Square, Бангкок, Таїланд                                                     | |
| 59                                                                                             | 57-2   | Samongkol Ekchumpol (дебют)         | KO     | 4(6)  |     | 2 жовтня 2015     | Central Westgate Shopping Center, Bangyai, Нонтхабурі, Таїланд                     | |
| 58                                                                                             | 56-2   | Boido Simanjuntak (18-28-1)         | TKO    | 6(6)  |     | 8 липня 2015      | Central Stadium, Ратчабурі, Таїланд                                                | |
| 57                                                                                             | 55-2   | Фред Сяуні (13-6-6)                 | TKO    | 7(12) |     | 5 червня 2015     | Western University, Wacharapol Campus, Патхумтхани, Таїланд                        | WBO Asia Pacific у напівлегкій вазі |
| 56                                                                                             | 54-2   | Якобус Хелука (8-10-0)              | KO     | 4(6)  |     | 6 травня 2015     | 700 Years Anniversary Sports St, Чіангмай                                          | |
| 55                                                                                             | 53-2   | Джейсон Редондо (10-2-1)            | KO     | 7(12) |     | 6 березня 2015    | Wat Thatthong School, Бангкок                                                      | Вакантний титул WBO Asia Pacific в напівлегкій вазі |
| 54                                                                                             | 52-2   | Василь Ломаченко (2-1-0)            | UD     | 12    |     | 22 листопада 2014 | Cotai Arena, Venetian Resort, Макао, ОАР (КНР)                                     | Бій за титул чемпіона WBO у напівлегкій вазі (1-ий захист Ломаченка). Пірійяпіньо у нокдауні в 4-му раунді. Ломаченко у 6-му раунді отримав травму лівої руки. Андеркарт поєдинку Менні Пак'яо — Кріс Алгієрі. |